# Hypoestes glandulosa
Hypoestes glandulosa là một loài thực vật có hoa trong họ Ô rô. Loài này được (S. Moore) Benoist mô tả khoa học đầu tiên năm 1939.